# 底特律柴油
底特律柴油集团 (DDC) 是美国柴油发动机制造商，总部位于密西根州底特律，为戴姆勒卡车北美公司的子公司，而戴姆勒卡车北美公司本身又是跨国公司戴姆勒卡车的全资子公司。该公司为公路和专业商用卡车市场生产重型发动机和底盘部件。自1938年以来，底特律柴油集团已制造了超过500万台发动机，其中超过100万台仍在使用中。底特律柴油的产品线包括发动机、车轴、变速箱和虚拟技术员服务。
戴姆勒卡车北美公司制造的多种卡车型号均使用底特律发动机、变速箱和车轴。

## 部门
底特律柴油集团由戴姆勒卡车股份有限公司所有，仅从事公路用车轴、变速器和柴油发动机的制造业务。前非公路部门于 2006 年出售给MTU腓特烈港有限公司，随后于 2014 年被罗尔斯·罗伊斯控股有限公司收购。

## 底特律柴油集团时间表
- 1938 1 月：通用汽车开始在底特律制造柴油发动机，隶属于底特律柴油发动机部门，并将其温顿发动机公司重组为克利夫兰柴油发动机部门（英语：Cleveland Diesel Engine Division）。克利夫兰柴油生产用于机车、船舶和固定用途的大型柴油发动机。底特律柴油开始生产通用汽车研究部最近开发的小型移动式底特律柴油 71 系列（英语：Detroit Diesel Series 71）二冲程发动机。通用汽车成立了通用汽车柴油部门（英语：General Motors Diesel Division） (GMDD)，作为其底特律和克利夫兰柴油产品的营销和客户服务机构。
- 1939：71 系列发动机安装在黄色客车制造公司（英语：Yellow Coach Manufacturing Company）（1943 年被通用汽车收购）制造的客车上。
- 第二次世界大战：坦克、登陆艇、筑路设备和备用发电机需要紧凑、轻型、二冲程发动机。到 1943 年，底特律柴油雇用了 4300 名员工，其中 1400 多名女性。1943 年，这些员工总共生产了 57892 台发动机。底特律柴油推出了用于建筑设备、轨道车辆和发电的 110 系列发动机。
- 1950 年代：通用汽车底特律柴油发动机在军事应用中的广泛使用有助于其在商业应用中的接受。底特律柴油开发了用于长途卡车的重型发动机。 GMDD 开始开发一个由独立授权分销商和经销商组成的全球分销网络，为底特律和克利夫兰柴油机产品提供零件和服务。
- 1957：底特律柴油推出了 53 系列发动机，并将 71 系列（英语：Detroit Diesel Series 71）发动机投入用于公路和越野用途。系列中的所有发动机的设计使得绝大多数零件都是可互换的，通过添加气缸方便生产各种马力的多种型号。
- 1960 年后：在接下来的 20 年里，底特律柴油和艾里逊分部不断发展，仅在 20 世纪 60 年代销售额就增长了两倍。
- 1962：克利夫兰柴油剩余产品的生产和营销转移到通用汽车的易安迪，使底特律柴油发动机部门成为 GMDD 仅剩的合作伙伴。
- 1965：GMDD 机构并入底特律柴油发动机部门，正式结束 GMDD 作为一个单独实体的时代。底特律柴油推出了用于工作船、推船和 100 吨以上矿用卡车的 149 系列（英语：Detroit Diesel Series 149）发动机。
- 1970：通用汽车将底特律柴油与艾里逊分部紧密相连的变速箱和燃气轮机业务合并，组建了底特律柴油-艾里逊分部。
- 1974：92 系列（英语：Detroit Diesel Series 92）发动机问世，称为“燃油挤压机（Fuel Squeezers）”； 6V-92TT 发动机比以前同等马力的型号节省了 10% 至 20% 的燃油。在能源危机期间，涡轮发动机变得没有竞争力。
- 1980：底特律柴油-艾里逊生产了第一台四冲程发动机。几年后，在 20 世纪 80 年代初，柴油发动机生产部门拆分为底特律柴油部门，而涡轮发动机仍保留为艾里逊部门。
- 1987：60 系列（英语：Detroit Diesel Series 60） - 该公司众所周知的四冲程重型发动机 - 推出。它是第一款将集成电子控制作为标准功能的量产发动机。60 系列比以前的重型发动机更清洁、更省油，成为北美 8 级卡车市场销量最大的重型柴油发动机。
- 1988 年 1 月 1 日：潘世奇集团（英语：Penske Corporation）与通用汽车公司合资创建了底特律柴油集团。潘世奇在新企业中拥有 60% 的多数股权，首席执行官是前赛车手罗杰·潘世奇（英语：Roger Penske）。[2][3]
- 1993 年 10 月：底特律柴油集团的公路重型市场份额已从几年前的 3% 增至 33%。该公司还进行了首次公开募股普通股，成为在纽约证券交易所上市的公开交易公司，股票代码为“DDC”。同年，底特律柴油推出了 50 系列，这是底特律柴油第一台燃气发动机。
- 1999：底特律柴油制造了第 400 万台发动机。
- 2000：2000 年 10 月，戴姆勒克莱斯勒 收购了底特律柴油集团。[4][5]
- 2000：非公路发动机与 MTU 腓特烈港有限公司合并组成 MTU 美洲[6]底特律柴油机的公路部门由戴姆勒克莱斯勒（现为戴姆勒股份公司）保留，作为戴姆勒卡车北美公司 (DTNA) 的一部分。
- 2005：底特律柴油集团投资 3.5 亿美元翻新和改造其工厂，以适应未来业务。
- 2006：MTU 腓特烈港有限公司，包括美国底特律柴油的非公路部分，被殷拓集团投资集团收购。一家新公司 Tognum GmbH 成立，作为戴姆勒卡车和 MTU 腓特烈港有限公司持有的品牌的控股公司。两家公司均使用“底特律柴油”名称和公司徽标。
- 2007：底特律柴油集团推出 DD 发动机平台和 DD15 发动机。
- 2008：底特律柴油集团因其棕地再开发工作而获得认可，并因其工厂而荣获国家 EPA 凤凰奖。
- 2009：第 100 万台 60 系列发动机已售出。
- 2010：额外的 1.9 亿美元投资使底特律柴油集团能够推出 Blue Tec 排放技术及其新发动机系列的最终发动机：底特律 DD 发动机平台，包括 DD13、DD15、DD15TC 和 DD16 发动机。
- 2010：底特律开始生产 EPA 2010 认证的发动机。
- 2011： 底特律柴油集团被底特律自由报评为 2011 年大企业类别密歇根州绿色领导者两名之一。 DDC 将品牌名称从底特律柴油更改为底特律。
- 2012：第 100,000 个 DD 平台引擎建成。介绍了 DD 车轴、虚拟技术员、DT12 自动手动变速箱和底特律原厂零件。
- 2013: 75 周年纪念。
- 2016：底特律柴油集团同意支付 2850 万美元，以解决违反美国联邦清洁空气法的问题。该公司销售了 7786 台重型柴油发动机，2009 年组装完成约 80%，包括曲轴、缸体、活塞和连杆。这些短缸体发动机被暂时储存，剩余的组装工作于 2010 年初完成，用于 2010 车型年的卡车和公共汽车。[7]这些发动机被指控不符合更严格的 2010 年排放标准。[7]该公司认为其做法是 EPA 法规所允许的。[7]

## 产品

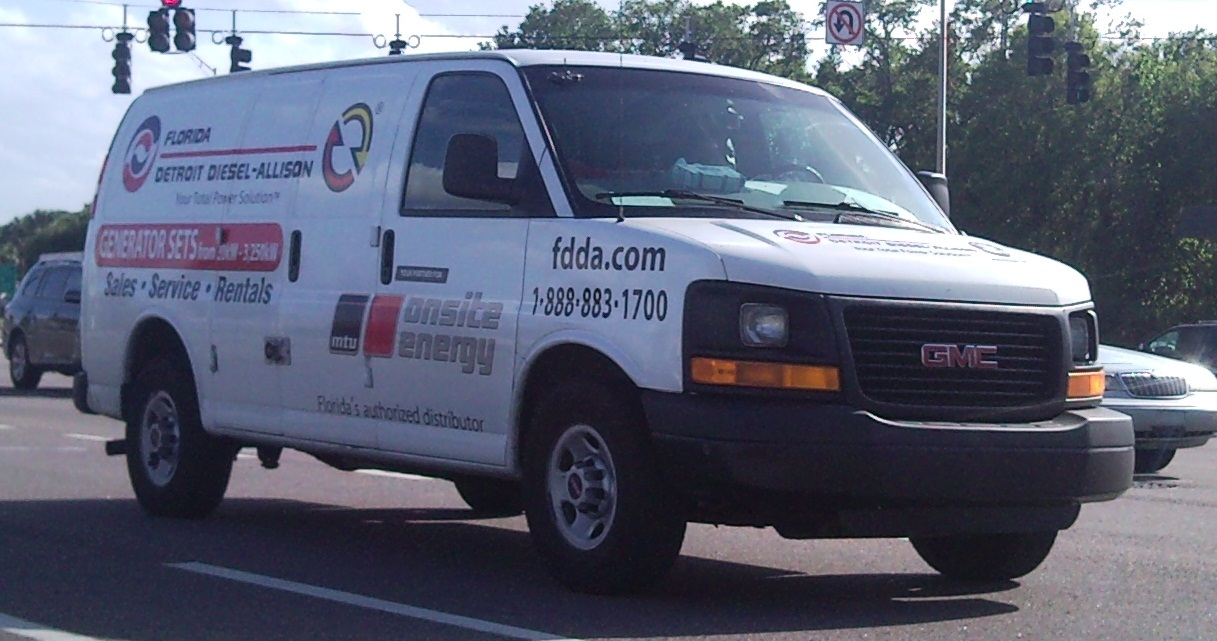
带有公司标志贴花的 GMC 萨瓦纳

### 当前产品
- DD5: 5.1 L（311 cu in） I4 可输出 210—240 hp（157—179 kW） 和 575—660 lbf·ft（780—895 N·m）.
- DD8: 7.7 L（470 cu in） I6 可输出 260—350 hp（194—261 kW） 和 660—1,050 lbf·ft（895—1,424 N·m）.
- DD13: 12.8 L（781 cu in） I6 可输出 350—505 hp（261—377 kW） 和 1,250—1,850 lbf·ft（1,695—2,508 N·m）.
- DD15: 14.8 L（903 cu in） I6 可输出 455—505 hp（339—377 kW） 和 1,550—1,750 lbf·ft（2,102—2,373 N·m）.
- DD16: 15.6 L（952 cu in） I6 可输出 475—600 hp（354—447 kW） 和 1,850—2,050 lbf·ft（2,508—2,779 N·m）.
- 前转向轴：评级高达 20,000磅（9,100）
- 单后轴：额定值高达 23,000磅（10,000）
- 串联后轴：额定值高达 46,000磅（21,000）
- DT12 变速箱：HD 12 速自动变速箱

### 仍支持的发动机
- 50 系列（英语：Detroit Diesel Series 50）：8.5 L（519 cu in） I4 可输出 250—350 hp（186—261 kW） 和 1,250—1,650 lbf·ft（1,695—2,237 N·m）.
- 60 系列（英语：Detroit Diesel Series 60）：11.1 L（677 cu in）, 12.7 L（775 cu in）, 或 14 L（854 cu in） I6 可输出 400—665 hp（298—496 kW）.
- 梅赛德斯-奔驰发动机 (MBE) 900: 7.2 L（439 cu in） I6 可输出 350 hp（261 kW） 和 860 lbf·ft（1,166 N·m）.
- 梅赛德斯-奔驰发动机 (MBE) 4000: 12.8 L（781 cu in）, I6 可输出 350—450 hp（261—336 kW） 和 1,350—1,550 lbf·ft（1,830—2,102 N·m）.
- DD15TC

### 相关发动机系列
- 40E 系列(更名的纳威司达 DT 发动机（英语：Navistar DT engine）)
- 51 系列
- 53 系列
- 55 系列
- 71 系列（英语：Detroit Diesel Series 71）
- 92 系列（英语：Detroit Diesel Series 92）
- 110 系列（英语：Detroit Diesel 110）
- 149 系列（英语：Detroit Diesel Series 149）
- 638 系列 (更名的 VM Motori 638)
- 700 系列
- 2000 系列
- 4000 系列
- SUN 系列
- 8.2 L "燃油挤压机"
- 6.2 L（英语：Detroit Diesel V8 engine）
- 6.5 L（英语：Detroit Diesel V8 engine）

要了解该系列机型，可以通过查看发动机的整体布局来了解。

### 发动机型号数字
| 8                                          | 08                                                  | 3                                                   | -                                                     | 7                                | 0                    | 00                 |
| ------------------------------------------ | --------------------------------------------------- | --------------------------------------------------- | ----------------------------------------------------- | -------------------------------- | -------------------- | ------------------ |
| 型号名称                                   | 气缸数                                              | 应用对象                                            |                                                       | 基本发动机布置和驱动轴旋转或排量 | 设计变化或发动机控制 | 具体型号或定制配置 |
| 1 = 71 系列，内联排列                      |                                                     | 2 = 海军陆战队                                      | 1 = LA（左旋，排气和平衡轴位于左侧， 启动器位于左岸） | 0 = 4 气门头“N”发动机            |                      |                    |
| 5 = 53 系列，直列或 V 形排列               | 3 = 工业 F-F                                        | 2 = LB (左旋, 排气和平衡轴位于右侧, 启动器位于右岸) | 1 = 2 气门头                                          |                                  |                      |                    |
| 6 = 60 系列                                | 4 = 电源底座                                        | 3 = LC (左旋, 排气和平衡轴位于左侧, 启动器位于右岸) | 2 = 4 气门头“E”发动机                                 |                                  |                      |                    |
| 7 = 71 系列, V 形排列                      | 5 = 发电机                                          | 4 = LD (左旋, 排气和平衡轴位于右侧, 启动器位于左岸) | 3 = 涡轮增压                                          |                                  |                      |                    |
| 8 = 92 系列, V 形排列                      | 7 = 车辆 F-F                                        | 5 = RA (右旋, 排气和平衡轴位于左侧, 启动器位于右岸) | 4 = 后冷式                                            |                                  |                      |                    |
| 9 = 149 系列                               | 8 = 车辆 F-F                                        | 6 = RB (右旋, 排气和平衡轴位于右侧, 启动器位于右岸) | 5 = 特别定制发动机                                    |                                  |                      |                    |
| T = 4000 系列                              |                                                     | 7 = RC (右旋, 排气和平衡轴位于左侧, 启动器位于右岸) | 6 = 恒定马力，经济（TAE，加州认证）                   |                                  |                      |                    |
|                                            | 8 = RD (右旋, 排气和平衡轴位于右侧, 启动器位于左岸) | 7 = 恒定马力 (TT)                                   |                                                       |                                  |                      |                    |
|                                            | 8 = 恒定马力（TTA，加州和联邦认证）                 |                                                     |                                                       |                                  |                      |                    |
| 9 = 恒定马力，经济（TTAE，加州和联邦认证） |                                                     |                                                     |                                                       |                                  |                      |                    |

Notes
1. 1 2  仅 60 系列
2. 1 2 3 4 5 6 7 8  从发动机前部观察
3. 1 2 3 4 5 6 7 8  直列式 71 系列和 53 系列
4. 1 2 3 4 5 6 7 8  Vee 53 系列, 71 系列, 和 92 系列发动机
5. 1 2 3  "风扇到飞轮"

## 合资企业
- 与博世有限责任公司 - 底特律北美燃油系统再制造公司 50/50 合资

## 合作伙伴
- 戴姆勒卡车北美公司（英语：Daimler Truck North America），底特律柴油集团的母公司和沃尔玛于 2010 年合作建造了第一辆混合动力电动集装箱卡车 Freightliner Cascadia（英语：Freightliner Cascadia）。[來源請求]

## 违反清洁空气法
1998 年，美国环保署宣布对底特律柴油和其他六家柴油发动机制造商处以总计 8340 万美元的罚款，这是迄今为止最大的罚款，这些制造商通过关闭高速公路行驶期间的排放控制来逃避测试，同时又看似遵守实验室测试。制造商还同意花费超过 10 亿美元来解决这个问题。卡车在 20 分钟的实验室测试中使用发动机 ECU 软件启动污染控制，以验证是否符合《清洁空气法案》，但随后在正常高速公路行驶期间禁用排放控制，排放的氮氧化物污染量高达最大允许值的三倍。
2016 年，底特律柴油同意支付 2850 万美元，以解决违反美国联邦清洁空气法的问题。公司销售重型柴油机 7786 台，2009 年组装完成约 80%，包括曲轴、缸体、活塞、连杆，短缸体发动机暂时存放，2010 年初完成剩余组装，用于 2010 年款的卡车和公共汽车。据称这些发动机不符合更严格的 2010 年排放标准。

## 引用
1. ↑  Detroit Diesel Engines 的存檔，存档日期2017-09-18.
2. ↑  Levin, Doron. . 纽约时报. 1989-05-25  [2013-10-03]. （原始内容存档于2013-10-05）.
3. ↑  . 汽车趋势.   [2013-10-03]. （原始内容存档于2013-10-03）.
4. ↑  . The Auto Channel. 2000-07-20  [2013-10-03]. （原始内容存档于2019-05-31）.
5. ↑  DC swallows Detroit and Western Star - 卡车和巴士运输 2000 年 9 月第 10 页
6. ↑  .   [2015-02-16]. （原始内容存档于2015-02-02）.
7. 1 2 3 4 5  Matheny, Keith. . 底特律自由新闻. 2016-10-06  [2019-09-25]. （原始内容存档于2023-11-01） （英语）.
8. ↑  . Swift Equipment Solutions. 2018-04-26  [2020-10-11]. （原始内容存档于2023-12-27）.
9. ↑  . Powerline Components Industries.   [2018-07-16]. （原始内容存档于2024-04-14）.
10. ↑  . Powerline Components Industries.   [2018-07-16]. （原始内容存档于2024-05-18）.
11. ↑  . Powerline Components Industries.   [2018-07-16]. （原始内容存档于2023-04-06）.
12. ↑  . Powerline Components Industries.   [2018-07-16]. （原始内容存档于2024-05-27）.
13. ↑  . Powerline Components Industries.   [2018-07-16]. （原始内容存档于2024-07-15）.
14. ↑  . Powerline Components Industries.   [2018-07-16]. （原始内容存档于2024-04-17）.
15. ↑  . Powerline Components Industries.   [2018-07-16]. （原始内容存档于2023-11-01）.
16. ↑  . Powerline Components Industries.   [2018-07-16]. （原始内容存档于2024-02-29）.
17. ↑  United States Environmental Protection Agency, , 1998-10-22  [2019-10-10], （原始内容存档于2015-10-02）
18. 1 2  Plungis, Jeff; 彭博新闻社, , 每日先驱报（英语：Daily Herald (Arlington Heights)）, 2015-09-27  [2024-03-17], （原始内容存档于2015-09-28）

## 扩展链接
- Detroit Diesel Corporation official website （页面存档备份，存于）